# Lettische Hilfspolizei (Nationalsozialismus)
Als Lettische Hilfspolizei wurden während der deutschen Besatzung Lettlands im Zweiten Weltkrieg die Einheimischen bezeichnet, die unter dem Befehl der Besatzungsmacht im Rahmen der Ordnungspolizei zur Umsetzung der nationalsozialistischen Ziele während des Vernichtungskriegs gegen die Sowjetunion angestellt wurden. Hilfspolizisten waren an Pogromen und Erschießungen von Juden nach dem Einmarsch der Wehrmacht beteiligt und nach der Schaffung von Verwaltungsstrukturen Werkzeuge des Holocausts. Durch die Kriegslage bedingt wurden neben den örtlichen Polizeistellen bald auch geschlossene militärische Formationen in Bataillonsstärke gebildet, die außerhalb Lettlands ursprünglich zur Sicherung des rückwärtigen Heeresbereichs und zur Partisanenbekämpfung gedacht waren, und teilweise als Grundstock für die 1943 errichtete lettische Legion (Siehe Lettische SS-Einheiten) verwendet wurden. Die Anzahl lettischer Staatsbürger in den Polizei-Einheiten bzw. Schutzmannschaften belief sich 1944 auf über 40.000 Personen.

## Begriff der Hilfspolizei
Zu Beginn der Besatzung wurde jeder der sich in den Dienst der Deutschen stellte zum Hilfspolizist erklärt. Auf Wehrmachtsbefehl hatten sich bildende provisorische, zuerst Selbstschutz-Einheiten genannte, bewaffnete einheimische Verbände eine rot-weiß-rote Armbinde mit der Aufschrift „Hilfspolizei“ zu tragen. Schon nach wenigen Wochen wurde die Bezeichnung Schutzmannschaften sowie grüne Armbänder eingeführt. In einem Dokument vom 20. Juli 1941 ordnete der SS-General Stahlecker die zahlenmäßige Verringerung der „Ordnungs-Hilfspolizei Riga“ unter dem nunmehr einheitlichen Befehl des Polizeipräfekten Stieglitz an. Zwei bestehende „Sonderkommandos“, sollten direkt dem SD unterstellt bleiben: die spätere „lettische Hilfspolizei der Sicherheitspolizei und des SD“ (Siehe: Kommando Arājs). Am 6. November 1941 befahl Himmler die Umbenennung aller Hilfspolizei-Einheiten der besetzten Ostgebiete in Schutzmannschaft. Trotzdem wurde, und wird in der historischen Forschung, die Bezeichnung Hilfspolizei/Polizei im Kontext der nationalsozialistischen Gewaltherrschaft auf ganz unterschiedliche Personengruppen angewendet, deren Tätigkeit nicht unbedingt mit Polizeiarbeit im landläufigen Sinne in Verbindung steht.

## Anteil am Holocaust in Lettland nach dem Einmarsch der Wehrmacht
Zur Sicherstellung der eigenen Herrschaft in den relativ schnell eroberten Gebieten des Baltikums konnten sowohl die rückwärtigen Dienststellen der Wehrmacht als auch diejenigen der zur Ermordung von Juden und Kommunisten vorgesehenen Einsatzgruppe A nach dem deutschen Überfall auf die Sowjetunion in großem Ausmaß auf Einheimische zurückgreifen. Die 1940 erfolgte sowjetische Besetzung Lettlands hatte auch in diesem Land zu einer weitgehenden Unterstützung der deutschen Kriegsziele geführt. Einheiten aus ehemaligen Angehörigen der Armee, Schutzwehr und Partisanen bekämpften die Rote Armee auf deren Rückzug und stellten sich den deutschen zur Verfügung. Als Mittel zum Zweck, die einsetzende Judenvernichtung als „Selbstreinigung der Völker“ darzustellen, wurden solche provisorische Verbände als „Hilfspolizei“ oder „Sonderkommandos“ zu Pogromen an der nunmehr rechtlosen jüdischen Bevölkerung animiert. Da in der nationalsozialistischen Politik eine Beteiligung der einheimischen Bevölkerung am Kampf gegen die Rote Armee nicht vorgesehen war, wurden verschiedene dieser Einheiten nach der Entstehung von zivilen Verwaltungsstrukturen entwaffnet und aufgelöst. Die Polizeistellen im Generalbezirk Lettland des Reichskommissariats Ostland wurden oft mit denselben Personen besetzt, die diese schon vor 1940 bekleideten; allerdings nunmehr als „Ordnungs-Hilfspolizei“ und mit jeweils deutschen Vorgesetzten. Die zugedachte Rolle der lettischen Polizeikräfte beim Holocaust an der jüdischen Bevölkerung ab dem Herbst 1941 in den Kleinstädten war die Gefangensetzung der Opfer, Vorbereitung von Todesgruben und Beseitigung von Spuren nach den Exekutionen durch speziell angereiste Erschießungskommandos. Im Sinne der nationalsozialistischen Machthaber wurde diese Rolle im Wesentlichen reibungslos ausgeführt, Widerstände sind nur in Einzelfällen überliefert. Zu Hilfsdiensten bei größeren Erschießungsaktionen wie den Massakern von Rumbula oder Šķēde wurde regelmäßig auch Ordnungspolizei, welche nunmehr um kasernierte militärische Einheiten erweitert worden war, herangezogen.

## Ausweitung im Rahmen der „lettischen Selbstverwaltung“ im Reichskommissariat Ostland
Aufgrund der Kriegsnotwendigkeiten wurden die Polizeikräfte im besetzten Gebiet schon sehr bald um sogenannte „geschlossene“ quasi militärische Einheiten in Bataillonsstärke erweitert. Ab dem 28. August 1941 wurden alle ehemaligen Angehörigen der lettischen Schutzwehr als „Hilfspolizisten der Gruppe C“ für die Bewachung von wichtigen Objekten im Hinterland eingezogen. Außerdem wurden Freiwillige für Besatzungsdienste außerhalb Lettlands angeworben. Diese später meist Polizei- oder Schutzmannschaftsbataillone genannten Einheiten erreichten im Kriegsverlauf eine Stärke von mehr als 40000 Mann. Sie wurden für rückwärtige Sicherungsaufgaben und zunehmend im direkten Frontdienst eingesetzt. Auch an der Bekämpfung von Partisanen und der Erschießung der jüdischen Einwohner in Weißrussland und Nordwestrussland waren diese Einheiten beteiligt. Mit dem Vorrücken der Roten Armee auf lettisches Gebiet wurden 1944 alle wehrdiensttauglichen Männer in Verbände der Ordnungspolizei oder der Waffen-SS gepresst.

## Die lettischen Ordnungs- und Hilfspolizei als Thema der Holocaust-Täterforschung
In ihrer Studie kommt die Historikerin Katrin Reichelt zu dem Schluss, der Grad der Fanatisierung der Angehörigen der lettischen Hilfspolizei-Einheiten und ihre Gewaltbereitschaft gegen politische und andere Gegner, insbesondere gegen Juden, habe sich im Vergleich zum Auftreten der Arājs-Leute eher in Grenzen gehalten. Personell rekrutierte sich die Ordnungspolizei zum großen Teil aus im Polizeidienst erfahrenen ehemaligen Angehörigen der lettischen Polizei und Armee mit entsprechend zu erwartender Disziplin. Die Aufgabe der lettischen Hilfspolizei sei im Wesentlichen die Aufrechterhaltung von Gesetz, Sicherheit und Ordnung – allerdings im Sinne der nationalsozialistischen Herrscher – gewesen. Auffällig sei die unproblematische Eingliederung der Hilfspolizei in den Mordprozess gewesen.